# Diocesi di Tigillava
La diocesi di Tigillava (in latino Dioecesis Tigillavensis) è una sede soppressa e sede titolare della Chiesa cattolica.

## Storia
Tigillava, identificabile con Mechta-Djillaoua nell'odierna Algeria, è un'antica sede episcopale della provincia romana di Numidia.
Sono noti tre vescovi di Tigillava. Alla conferenza di Cartagine del 411, che vide riuniti assieme i vescovi cattolici e donatisti dell'Africa romana, prese parte il cattolico Regino, mentre era assente il donatista Donato. Tra i vescovi designati a eleggere il nuovo vescovo di Ippona Zarito il 13 settembre 401 figura anche Regino, senza indicazione della sede di appartenenza: potrebbe essere il vescovo di Tigillava o il suo omonimo di Vegesela.
Terzo vescovo noto di questa diocesi è Iuniore, il cui nome appare al 33º posto nella lista dei vescovi della Numidia convocati a Cartagine dal re vandalo Unerico nel 484; Iuniore, come tutti gli altri vescovi cattolici africani, fu condannato all'esilio.
Dal 1933 Tigillava è annoverata tra le sedi vescovili titolari della Chiesa cattolica; dal 14 dicembre 2013 il vescovo titolare è Stanisław Salaterski, vescovo ausiliare di Tarnów.

## Cronotassi

### Vescovi residenti
- Regino † (prima del 401 ? - dopo il 411)
  - Donato † (menzionato nel 411) (vescovo donatista)
- Iuniore † (menzionato nel 484)

### Vescovi titolari
- António Ribeiro † (3 luglio 1967 - 10 maggio 1971 nominato patriarca di Lisbona)
- Józef Marek † (1º novembre 1973 - 3 marzo 1978 deceduto)
- Anthony Thannikot † (19 dicembre 1978 - 24 febbraio 1984 deceduto)
- Francisco José Pérez y Fernández-Golfín † (20 marzo 1985 - 23 luglio 1991 nominato vescovo di Getafe)
- Wolodymyr Walter Paska † (24 gennaio 1992 - 16 agosto 2008 deceduto)
- Andrzej Jeż (20 ottobre 2009 - 12 maggio 2012 nominato vescovo di Tarnów)
- Stanisław Salaterski, dal 14 dicembre 2013